# Smolinské
Smolinské (bis 1927 slowakisch auch „Smolensko“; ungarisch Szomolánka – bis 1907 Szmolinszkó) ist eine Gemeinde in der Westslowakei mit 920 Einwohnern (Stand 31. Dezember 2024), die zum Okres Senica, einem Kreis des Trnavský kraj, gehört.

## Geographie

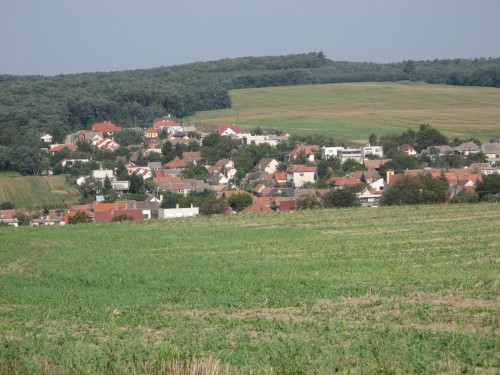
Ansicht auf Smolinské und umliegende Landschaft

Die Gemeinde befindet sich im Norden des Tieflands Záhorská nížina und am Rande des Hügellands Chvojnická pahorkatina, im Tal eines Zuflusses von Myjava. Das Gemeindegebiet ist leicht hügelig und größtenteils landwirtschaftlich geprägt; im Westteil wächst Mischwald. Das Ortszentrum liegt auf einer Höhe von 184 m n.m. und ist fünf Kilometer von Šaštín-Stráže sowie 22 Kilometer von Senica entfernt.
Nachbargemeinden sind Gbely im Norden, Letničie im Nordosten, Šaštín-Stráže im Osten und Süden sowie Čáry im Südwesten.

## Geschichte

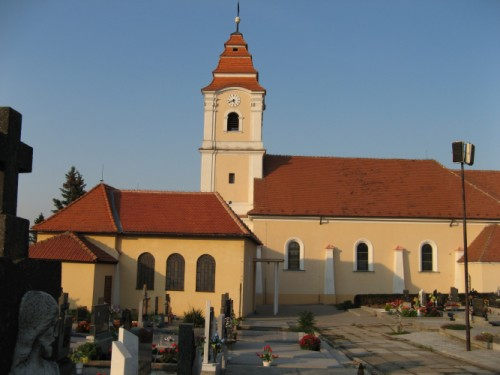
Jakobskirche

Smolinské wurde zum ersten Mal 1392 als Somola schriftlich erwähnt und gehörte zum Herrschaftsgut der Burg Šaštín. Ende des 15. Jahrhunderts wurde das Geschlecht Czobor Gutsbesitzer, die einen Meierhof beim Dorf bauen ließen. In der Mitte des 16. Jahrhunderts kamen Habaner nach Smolinské und errichteten im Dorf einen Bruderhof. 1738 wurden die Habsburger Gutsbesitzer. 1828 zählte man 152 Häuser und 1062 Einwohner, deren Haupteinnahmequellen Landwirtschaft und Weinbau waren.
Bis 1918 gehörte der im Komitat Neutra liegende Ort zum Königreich Ungarn und kam danach zur Tschechoslowakei beziehungsweise Slowakei.
Der Ortsname soll darauf hinweisen, dass hier früher Pech (slowakisch smola) aus den in der Gegend vorhandenen Kiefern gewonnen wurde.

## Bevölkerung
| Jahr                | 1994 | 2004    | 2014    | 2024    |
| ------------------- | ---- | ------- | ------- | ------- |
| Anzahl der Personen | 958  | 968     | 937     | 920     |
| Unterschied         |      | +1,04 % | −3,20 % | −1,81 % |

| Jahr                | 2023 | 2024    |
| ------------------- | ---- | ------- |
| Anzahl der Personen | 914  | 920     |
| Unterschied         |      | +0,65 % |

Nach der Volkszählung 2011 wohnten in Smolinské 978 Einwohner, davon 948 Slowaken, jeweils zwei Magyaren und Tschechen sowie ein Roma. 25 Einwohner machten keine Angabe zur Ethnie. 892 Einwohner bekannten sich zur römisch-katholischen Kirche und zwei Einwohner zur Evangelischen Kirche A. B. 48 Einwohner waren konfessionslos und bei 36 Einwohnern wurde die Konfession nicht ermittelt.

## Bauwerke
- römisch-katholische Jakobskirche im Barockstil aus dem Jahr 1720
- Kapelle im neoromanischen Stil aus dem 19. Jahrhundert
- Glockenturm aus dem Ende des 18. Jahrhunderts